# 레알 마드리드 페메니노
레알 마드리드 CF 페메니노(스페인어: Real Madrid Club de Fútbol Femenino)는 스페인의 마드리드를 연고로 하는 여자 축구 클럽이다. 2014년에 CD 타콘(CD TACÓN)으로 창단되었으며, 이후 2019년부터 레알 마드리드와 인수 합병을 거쳐 2020년에 공식적으로 레알 마드리드의 여자 축구 부서가 되었다. 현재 스페인의 여자 축구 최상위 리그인 리가 F에 소속되어 있다.

## 시즌별 성적

### CD 타콘
| 시즌    | 리그 | 순위 | 코파 델 라 레이나 |
| ------- | ---- | ---- | ----------------- |
| 2016–17 | 2ª   | 2위  |                   |
| 2017–18 | 2ª   | 1위  |                   |
| 2018–19 | 2ª   | 1위  |                   |
| 2019–20 | 1ª   | 10위 | 8강               |

### 레알 마드리드 페메니노
| 시즌    | 리그 | 순위 | 코파 델 라 레이나 |
| ------- | ---- | ---- | ----------------- |
| 2020–21 | 1ª   | 2위  | 8강               |
| 2021–22 | 1ª   | 3위  | 4강               |
| 2022-23 | 1ª   | 2위  | 4강               |
| 2023-24 | 1ª   |      |                   |

## 유럽 대항전 성적

### UEFA 여자 챔피언스리그
| 시즌    | 라운드    | 상대팀              | 홈  | 원정 | 합계 |
| ------- | --------- | ------------------- | --- | ---- | ---- |
| 2021–22 | 2차 예선  | 맨체스터 시티       | 1–1 | 1–0  | 2–1  |
| 2021–22 | 조별 예선 | 지틀로부트 하르키우 | 3–0 | 1–0  | 2위  |
| 2021–22 | 조별 예선 | 브레이다블리크      | 5–0 | 3–0  | 2위  |
| 2021–22 | 조별 예선 | 파리 생제르맹       | 0–2 | 0–4  | 2위  |
| 2021–22 | 8강       | 바르셀로나          | 1–3 | 2–5  | 3–8  |
| 2022–23 | 1차 예선  | 슈투름 그라츠       | 6–0 | 6–0  | 6–0  |
| 2022–23 | 1차 예선  | 맨체스터 시티       | 1–0 | 1–0  | 1–0  |
| 2022–23 | 2차 예선  | 로센보르그          | 3–0 | 2–1  | 5–1  |
| 2022–23 | 조별 예선 | 파리 생제르맹       | 0–0 | 1-2  | 3위  |
| 2022–23 | 조별 예선 | 첼시                | 1–1 | 0–2  | 3위  |
| 2022–23 | 조별 예선 | 블라즈니아 슈코더르 | 5-1 | 2–0  | 3위  |